# Вологі ліси Укаялі
Вологі ліси Укаялі (ідентифікатор WWF: NT0174) — неотропічний екорегіон тропічних та субтропічних вологих широколистяних лісів, розташований на заході Амазонії.

## Географія
Екорегіон вологих лісів Укаялі розташований в Перуанській Амазонії на схід від Анд. На захід від екорегіону підіймаються Перуанські Анди, східні схили яких є частиною екорегіону перуанської юнги. Північною межею регіону є річка Мараньйон, а східною межею — річка Укаялі. Заболочені долини цих річок є частиною екорегіону варзейських лісів Ікітосу, який відділяє вологі ліси Укаялі від вологих лісів Напо, поширених північніше, та від вологих лісів Південно-Західної Амазонії, поширених східніше.
Рельєф екорегіону переважно представлений рівнинами та розчленованими передгір'ями. На заході регіону простягаються гори Кордильєри-Орієнталь або Східного хребта Перуанських Анд, які відділені від гір Центрального хребта долиною Уайяги. Загалом висота регіону коливається від 200 до 1100 м над рівнем моря. Річки, що стікають з Анд на схід, зокрема Мараньйон, Укаялі та Уайяга, належать до басейну Амазонки.

## Клімат
В межах екорегіону переважає екваторіальний клімат (Af за класифікацією кліматів Кеппена). Середньорічна температура становить 24 °C, а середньорічна кількість опадів коливається від 1600 до 2500 мм.

## Флора
Рослинний покрив екорегіону представлений вологими вічнозеленими тропічними дощовими лісами. Лісовий намет в них розташований на висоті 40 м над землею, а поодинокі емерджентні дерева, що підіймаються над ним, виростають до 50 м заввишки.
Флора екорегіону характеризується високим різноманіттям. Більшість дерев у лісах регіону є представниками родин Мелієві (Meliaceae), Шовковицеві (Moraceae), Бобові (Fabaceae), Мускатникові (Myristicaceae) та Маренові (Rubiaceae). Уздовж річок зустрічаються пальмові насадження, у яких часто домінують звивисті мавріції або пальми моріче (Mauritia flexuosa). У лісах, що ростуть біля підніжжя Анд, також поширені пальми, зокрема різні види бактрісів (Bactris spp.) та астрокаріумів (Astrocaryum spp.). Найпоширенішим видом пальм у них є велика іріартея (Iriartea deltoidea) заввишки 20-35 м, яка росте у середньому ярусі. 
Серед інших дерев, поширених у лісах екорегіону, слід відзначити акацієлистий макролобіум (Macrolobium acaciifolium), звичайну кедрелінгу (Cedrelinga cateniformis) та гачкувату ерісму (Erisma uncinatum). Також у вологих лісах Укаялі ростуть гондураські червоні дерева (Swietenia macrophylla), духмяні кедрели (Cedrela odorata) та бавовняні дерева (Ceiba pentandra), які мають важливе економічне значення.

## Фауна
Фауна регіону також характеризується високим різноманіттям. Вона включає 188 видів ссавців та понад 600 видів птахів. Серед великих ссавців, поширених в лісах екорегіону, слід відзначити південноамериканського тапіра (Tapirus terrestris), звичайного пекарі (Tayassu pecari), ошийникового пекарі (Dicotyles tajacu), американську мазаму (Mazama americana), амазонійську мазаму (Mazama nemorivaga), перуанську коату (Ateles chamek), рудого ревуна (Alouatta seniculus), гігантську видру (Pteronura brasiliensis), велику капібару (Hydrochoeris hydrochaeris), бурогорлого лінивця (Bradypus variegatus), північного двопалого лінивця (Choloepus hoffmanni) та південного двопалого лінивця (Choloepus didactylus), а також пуму (Puma concolor) та ягуара (Panthera onca), найбільших хижаків Амазонії. У річках регіону зустрічаються амазонські річкові дельфіни (Inia geoffrensis), прісноводні дельфіни тукуші (Sotalia fluviatilis) та амазонські ламантини (Trichechus inunguis).
Серед менших ссавців, поширених в регіоні, слід відзначити звичайну шерстисту мавпу (Lagothrix lagothricha), західноамазонську нічну мавпу (Aotus nancymaae), чубатого капуцина (Sapajus apella), перуанського білолобого капуцина (Cebus yuracus), мармозетку Гельді (Callimico goeldii), болівійського саймірі (Saimiri boliviensis), оцелота (Leopardus pardalis), маргая (Leopardus wiedii), ягуарунді (Herpailurus yagouaroundi), чагарникового пса (Speothos venaticus), коротковухого пса (Atelocynus microtis), тайру (Eira barbara), кінкажу (Potos flavus), ракуна-крабоїда (Procyon cancrivorus), амазонську носуху (Nasua nasua), неотропічну видру (Lontra longicaudis), пакарану (Dinomys branickii), низинну паку (Cuniculus paca), чорного агуті (Dasyprocta fuliginosa), північноамазонську вивірку (Sciurus igniventris), південноамазонську вивірку (Sciurus spadiceus), амазонську карликову вивірку (Microsciurus flaviventer), південного опосума (Didelphis marsupialis), чотириокого опоссума Андерсона (Philander andersoni), перуанського короткохвостого опосума (Monodelphis peruviana), південного голохвостого броненосця (Cabassous unicinctus) та американського тамандуа (Tamandua tetradactyla). Майже ендемічними представниками екорегіону є перуанські сакі (Pithecia inusta), сакі Ісабели (Pithecia isabela), білохвості тіті (Plecturocebus discolor), сан-мартінські тіті (Plecturocebus oenanthe), андійські тамарини (Leontocebus leucogenys) та тамарини Іллігера (Leontocebus illigeri).
Серед поширених в екорегіоні птахів слід відзначити амазонійського татаупу (Crypturellus variegatus), цятковану чачалаку (Ortalis guttata), коста-риканського голуба (Patagioenas subvinacea), еквадорського ерміта (Phaethornis atrimentalis), довгодзьобого ерміта (Phaethornis malaris), сірогрудого колібрі-шаблекрила (Campylopterus largipennis), буроголового колібрі-лісовичка (Thalurania furcata), велику гарпію (Harpia harpyja), амазонійську сплюшку (Megascops watsonii), амазонійського трогона (Trogon ramonianus), червонодзьобого тукана (Ramphastos tucanus), каштановошийого аракарі (Pteroglossus castanotis), чорноволу ятлу (Celeus torquatus), червоно-зеленого ару (Ara chloropterus), червонолобого котору (Pyrrhura roseifrons), синьоголового папугу-червоногуза (Pionus menstruus), чорноголового сорокуша (Thamnophilus schistaceus), плямистохвостого кадука (Isleria hauxwelli), чорнощокого гормігуеро (Myrmoborus myotherinus), сірого ману (Cercomacra cinerascens), лісового тиранця (Myiopagis gaimardii), оливкового ірличка (Piprites chloris), сіру планідеру (Rhytipterna simplex), амазонійського дрозда (Turdus hauxwelli), дроздового різжака (Campylorhynchus turdinus), амазонійського поплітника (Cantorchilus leucotis), жовтохвостого касика (Cacicus cela), золотолобу гутураму (Euphonia xanthogaster), великого саї (Chlorophanes spiza), пурпурову танагру-медоїда (Cyanerpes caeruleus), пурпурову тапірангу (Ramphocelus carbo) та блакитного цукриста (Dacnis cayana). Майже ендемічними представниками регіону є білогорлі ерміти (Phaethornis koepckeae), бурі лінивки-коротуни (Nonnula brunnea), мішани (Zimmerius villarejoi), чорнохвості мурав'янки (Oneillornis lunulatus), сунські кадуки (Myrmotherula sunensis), широкохвості манакіни (Ceratopipra chloromeros), смугастогруді манакінчики (Machaeropterus eckelberryi), блакитноголові салтарини (Lepidothrix coeruleocapilla), рудоволі мухоїди (Tolmomyias traylori), жовтоокі варілеро (Agelasticus xanthophthalmus) та чорночереві тапіранги (Ramphocelus melanogaster).

## Збереження
Більша частина лісів екорегіону залишається незайманою, однак частина лісів уздовж річок була вирубана та перетворена на пасовища та інші сільськогосподарські угіддя. Основними загрозами для збереження природи регіону є будівництво доріг і поселень та лісозаготівля.
Оцінка 2017 року показала, що 59 904 км², або 52 % екорегіону, є заповідними територіями. Природоохоронні території включають: Національний парк Кордильєра-Асуль та Громадський заповідник Ель-Сіра.